# CMA CGM
CMA CGM S.A (voluit Compagnie Maritime d'Affrètement - Compagnie Générale Maritime) is een Frans bedrijf, gespecialiseerd inzake overzees transport van containers. Het bedrijf staat onder leiding van Rodolphe Saadé.

## Activiteiten
CMA CGM is het op twee na grootste containerbedrijf in de wereld. In 2023 had het 620 schepen in zijn vloot, met een totale transportcapaciteit van 5,0 miljoen TEU. Het bedrijf opereert op 250 scheepsroutes tussen 420 havens in 160 verschillende landen. In 2023 werden er 22 miljoen containers vervoerd. Na de overname van het Zwitserse CEVA Logistics is het ook wereldwijd actief met logistieke diensten. In 2023 behaalde dit bedrijfsonderdeel een omzet van US$ 15 miljard of een derde van het totaal.
Het hoofdkwartier bevindt zich in Marseille, sinds 2011 in de eigen 147 meter hoge Tour CMA CGM, prominent zichtbaar aan de kustlijn. Verder is er ook een hoofdkwartier in Norfolk, Verenigde Staten.

### Recente resultaten
| Jaar | Aantal schepen (per jaareinde) | Totale capaciteit | Vervoerde containers | Omzet          | Nettoresultaat |
| Jaar | Aantal schepen (per jaareinde) | (×1000 TEU)       | (×1000 TEU)          | (×US$ miljoen) | (×US$ miljoen) |
| ---- | ------------------------------ | ----------------- | -------------------- | -------------- | -------------- |
| 2014 | 445                            | 1649              | 12.200               | 16.700         | 584            |
| 2015 | 471                            | 1893              | 13.000               | 15.674         | 567            |
| 2016 | 453                            | 2210              | 15.640               | 15.977         | –452           |
| 2017 | 504                            | 2530              | 18.950               | 21.116         | 697            |
| 2018 | 509                            | 2705              | 20.700               | 23.476         | 34             |
| 2019 | 505                            | 2710              | 21.560               | 30.254         | –229           |
| 2020 | 566                            | 3010              | 20.980               | 31.450         | 1755           |
| 2021 |                                |                   | 22.040               | 55.980         | 17.894         |
| 2022 | 593                            |                   | 21.740               | 74.500         | 24.880         |
| 2023 |                                |                   | 21.850               | 47.020         | 3640           |
| 2024 |                                |                   | 23.570               | 55.480         | 5710           |

## Geschiedenis
De geschiedenis van CMA CGM gaat terug naar 1851, toen het Messageries Maritimes (MM) werd opgericht. Een ander bedrijf, Compagnie Générale Maritime (CGM) genaamd, werd opgericht in 1855 en werd in 1861 omgedoopt tot Compagnie Générale Transatlantique. De twee bedrijven fuseerden en vormden zo samen het Compagnie Générale Maritime in 1973.
Jacques Saadé richtte in 1978 de Compagnie Maritime d'Affretement (CMA) op. Het bedrijf startte zijn operaties met een schip van 200 TEU in het Middellandse Zeegebied. De rederij kende een snelle groei. Er kwamen lijnen naar de Rode Zee (1982), het Midden-Oosten (1985) en het Verre Oosten (1987). CMA werkte aanvankelijk met charters om snel te kunnen overschakelen naar grotere schepen. In de tachtiger jaren had CMA containerschepen van 1600-1800 TEU, maar deze werden stapsgewijze vervangen door losse charters voor schepen van meer dan 2000 TEU. In 1995 werden acht nieuwbouwschepen aan de vloot gevoegd, deze waren voor een periode van minimaal vijf jaar van Duitse trampreders gehuurd. Deze schepen hebben een capaciteit van 3250-3538 TEU. Het eerste schip werd in 1993 opgeleverd en het laatste kwam in augustus 1995 in de vaart. CMA had zelf een paar kleinere feederschepen in eigendom. CMA was op containergebied al de grootste Franse rederij; in het Europese klassement stond CMA op de zevende plaats en op nummer 20 wereldwijd. In 1994 vervoerde de rederij 350.000 TEU. CMA toonde interesse in de privatisering van CGM.
In de zomer van 1995 ging de privatisering van de Franse staatsrederij CGM van start. In 1994 leed het bedrijf een verlies van 1 miljard Franse frank en voor 1995 werd een verlies geraamd van 200 miljoen frank. In 1996 werd CGM verkocht aan CMA om zo samen CMA CGM te vormen. In 1998 werd Australian National Lines (ANL) overgenomen.
CMA CGM kocht haar Franse rivaal, Delmas, in september 2005 voor ongeveer € 600 miljoen. Na de voltooiing op 5 januari 2006, werd CMA CGM het op twee na grootste containerbedrijf in de wereld na het Deense Møller-Maersk en het Zwitserse Mediterranean Shipping Company (MSC).
In september 2014 tekende de reder een overeenkomst met China Shipping Container Lines (CSCL) en de United Arab Shipping Company (UASC). Zij vormen een nieuw consortium onder de naam Ocean Three (O3). Vanaf 15 januari 2015 gaat de samenwerking van start en komt in plaats van een eerdere en vergelijkbare overeenkomst met de containerrederijen Maersk Line en Mediterranean Shipping Company die geen goedkeuring kreeg van de Chinese toezichthouders.
In december 2015 maakte het bedrijf een overnamebod bekend op Neptune Orient Lines (NOL). NOL had een aandeel van 2,7% in de markt voor het wereldwijde zeetransport van containers en CMA CGM is ongeveer driemaal groter met een marktaandeel van 8,8%. De Franse reder bood 2,2 miljard euro en grootaandeelhouder Temasek heeft al gezegd het bod te accepteren. De twee hebben een gecombineerde jaaromzet van US$ 22 miljard en een vloot van 563 schepen. De twee werken al samen in de Rotterdamse haven, ze hebben allebei een belang in de containerterminal Rotterdam World Gateway. De overname werd in juli 2016 afgerond.
In november 2018 deed het een bod op alle aandelen CEVA Logistics. Dit Zwitserse bedrijf is een wereldwijde logistieke dienstverlener met een omzet van zo'n US$ 7 miljard op jaarbasis. Het telde zo'n 58.000 medewerkers. CEVA Logistics ging in maart 2018 naar de beurs en CMA CGM werd al bijna direct een grote en strategische aandeelhouder. Na toestemming van de toezichthouders werd de overname in april 2019 afgerond. In januari 2022 kocht CMA CGM een aandelenbelang van 51% in Colis Privé, met de optie om het belang verder te verhogen. Verkoper Hopps behoudt vooralsnog 39% van de aandelen en de resterende 10% is in handen van Amazon.com. Colis Privé had in 2021 een omzet van € 270 miljoen. 
In mei 2022 maakte het bedrijf een strategische samenwerking bekend op het gebied van luchtvracht met Air France-KLM. De twee gaan voor een periode van 10 jaar intensief samenwerken en CMA CGM wil hiermee zijn positie in dit marktsegment versterken. CMA CGM Air Cargo heeft vier vrachttoestellen plus acht vliegtuigen in bestelling en Air France-KLM heeft zes stuks en nog vier besteld. Er zijn ook afspraken gemaakt over het gebruik van het vrachtruim in de passagierstoestellen van Air France-KLM. CMA CGM heeft toegezegd een aandelenbelang van 9% te kopen in Air France-KLM en dit is na de claimemissie van juni 2022 daadwerkelijk gerealiseerd. In januari 2024 berichten beide partijen dat deze samenwerking per 31 maart 2024 al weer wordt beëindigd. CMA CGM houdt nog het aandelenbelang, maar mag deze vanaf eind februari 2025 verkopen.
In april 2023 deed CMA CGM een bod van zo'n € 5 miljard op Bolloré Logistics. Bolloré Logistics behaalde in 2022 een omzet van iets meer dan € 7 miljard en telde 15.000 medewerkers. In februari 2024 werd deze overname afgerond.
In februari 2024 kwam de CMA CGM Mermaid in de vaart, het is de eerste van een serie van 10. Deze serie is van een nieuw ontwerp, met de brug boven de boeg, een capaciteit van 2000 twintigvoets containers (TEU) en maken gebruik van vloeibaar aardgas (LNG) als brandstof. De schepen worden ingezet op feederdiensten in het Middellandse Zeegebied en Noord-Europa. Ze worden gebouwd in Zuid-Korea op de Mipo scheepswerf van Hyundai.
In juli 2024 werd de overname afgerond van Altice Media. De overnamesom was 1,5 miljard euro inclusief de schulden die mee overgaan. CMA CMG is hiermee eigenaar geworden van de Franse nieuwszender BFM en de radiozender RMC.

## Dochterondernemingen
- Terminal Link
- Rail Link
- River Shuttle Containers
- CMA CGM Logistics
- Qualitair & Sea
- Progeco
- Australian National Lines ANL
- COMANAV
- Containerships
- Delmas
- OT Africa Line
- CMA CGM Croisières & Tourisme
  - Luxejacht cruises
  - Uitstappen aan boord van containerschepen
- Compagnie des Îles du Ponant
- Tapis Rouge International
- CMA Ships
- Cheng-Lie Navigation Co. Ltd
- CMA CGM Air Cargo

## Marco Polo
In december 2012 nam de rederij de CMA CGM Marco Polo in de vaart. Het schip werd gebouwd bij Daewoo Shipbuilding & Marine Engineering in Zuid-Korea. Het schip is 396 meter lang, 54 meter breed en heeft een diepgang van 16 meter. Aan boord is ruimte voor 16.000 twintigvoets container (TEU). De Marco Polo was de eerste van een serie van drie schepen die alle naar grote ontdekkingsreizigers werden vernoemd. De twee andere schepen kwamen in 2013 in de vaart.
De Marco Polo boekte gelijk een record op haar eerste reis. Uit Le Havre vertrok het schip met 170.000 ton aan boord, dit was de grootste lading ooit met een containerschip vervoerd. Met die vracht bewees het schip de grootste ter wereld te zijn. De schepen van Maersks E-klasse (15.550 TEU) zijn weliswaar één meter langer en een rij containers breder, maar meten 158.200 DWT bij een diepgang van 16 meter. De Deense schepen kunnen minder gewicht aan boord nemen omdat de romp van het schip spitser is. De 16.020 TEU metende Marco Polo heeft een draagvermogen van 186.500 DWT. Toen de nieuwe Maersk triple-E-schepen van 18.270 TEU in juli 2013 in de vaart kwamen, werd de Marco Polo weer van de eerste plaats gestoten. Deze schepen meten circa 200.000 DWT.
In mei 2015 kwam de CMA CGM Kergeulen bij de vloot. Dit schip is twee meter langer dan de Marco Polo en heeft een capaciteit van 17.722 TEU.

## Historische resultaten
|                                        | CMA CGM 2004 | Delmas 2004 | Totaal 2004 | 2005    | 2008      | 2009      | 2010      | 2011      |
| Totale omzet (in miljard)              | € 4          | € 0,9       | € 4,9       | € 5,95  | € 10,0    | € 10,5    | € 14,3    | € 14,9    |
| Vervoerde containers (in miljoen TEU*) | 3,9          | 0,52        | 4,42        | 5,2     | 8,9       | 7,9       | 9,0       | 10,0      |
| Aantal schepen in vloot                | 195          | 51          | 246         | 242     | 360       | 352       | 396       | 394       |
| waarvan eigen schepen                  |              |             |             |         | 98        | 85        | 91        | 91        |
| Containercapaciteit (in TEU*)          | 427.000      | 57.000      | 484.000     | 507.500 | 1.000.000 | 1.040.000 | 1.224.000 | 1.345.000 |
| Wereldwijd personeel                   | 9.000        | 1.100       | 10.100      | 10.000  | 17.000    |           |           | 17.200    |
| Personeel in Frankrijk                 | 3.300        | 600         | 3.900       | 4.000   | 4.400     |           |           | 4.150     |
| Positie op wereldranglijst             | 4de          | 24ste       | 3de         | 3de     | 3de       |           |           | 3de       |

## Trivia
- Op 4 april 2008 kaapten piraten het CMA CGM luxe cruiseschip Le Ponant voor de kust van Somalië. Na betaling van losgeld kwam daar op 12 april een einde aan.